# Adam Clarke
Adam Clarke (1762 - 26 août 1832) est un théologien méthodiste britannique et un érudit bibliste. 

## Biographie

### Jeunesse et formation
Clarke est né en 1760 ou 1762 (les sources divergent),, dans le townland de Moybeg Kirley près de Tobermore en Irlande du Nord. 
Son père, un épiscopalien, était un agriculteur et un instituteur de village; sa mère était une écossaise presbytérienne. Son enfance a consisté en une série d'incidents mettant sa vie en danger. Après avoir reçu une éducation très limitée, il fut apprenti chez un fabricant de tissu, mais, trouvant l’emploi peu plaisant, il reprit la vie scolaire à l’institution fondée par Wesley à Kingswood.
En 1778, donc, à quatorze ans, le révérend John Wesley l'invita à devenir un élève du séminaire méthodiste récemment créé à Kingswood, près de Bristol. En 1779, il se convertit au méthodisme après l'écoute d’un prêche.  

### Ministère
En 1782, à dix-neuf ans, il devint prédicateur itinérant, nommé sur le circuit de Bradford, dans le Wiltshire, jusqu'en 1805. Il résida ensuite principalement à Londres et consacra une grande partie de son temps à la recherche littéraire. 
Bien que sans égal dans les tâches du ministère, Clarke était un érudit des plus assidus. Les classiques retinrent tout d'abord son attention, puis les pères de l'Église, puis les écrivains orientaux; L'hébreu, le syriaque, l'arabe, le persan, le sanscrit et d'autres langues orientales, la littérature qu'ils représentaient étant l'un de ses sujets d'étude. Les sciences naturelles étaient pour lui un sujet de prédilection et il s'intéressait à ce qu'on appelle les sciences occultes. Il contribua au périodique The Eclectic Review dès sa création en 1804 et apporta une aide littéraire considérable à la Société biblique britannique et étrangère.  
En 1807, il reçut le diplôme de maîtrise (M.A.) de l'université et du King's College, à Aberdeen. En 1808, l'Université d'Aberdeen décerna à Clarke le titre honorifique de docteur en droit (LL.D.), la plus haute distinction universitaire. 
En 1815, Clarke déménagea et résida dans un domaine de Millbrook dans le Lancashire pendant plusieurs années. En 1823, Clarke déménagea à Londres puis à Haydon Hall, où il résida jusqu'à sa mort. 
En tant que prédicateur, Clarke est rapidement devenu remarquablement populaire. Il atteignit les rangs élevés du corps wesleyen : Clarke fut trois fois président de la Conférence méthodiste en 1806, 1814 et 1822. D'abord, il fut muté d'un lieu à un autre, conformément aux dispositions wesleyennes, étant engagé à plusieurs reprises en Irlande, en Écosse, dans les Îles Anglo-Normandes et les Shetlands (1826),. Clarke était un prédicateur doué et d'une rare puissance. Particulièrement dans ses dernières années, il prêchait dans des églises bondées,.

### La pierre de Rosette
Clarke, historien amateur et universitaire, a été invité par Brandt, secrétaire de la Royal Society of Antiquarians, à visiter la nouvelle acquisition de la pierre de Rosette. À cette époque, en 1803, la composition de la pierre n’avaient pas été déterminée, ni les trois langues identifiées et traduites. Clarke a proposé que la pierre était du basalte, une théorie qui, bien que récemment jugée incorrecte, a été jugée exacte jusqu'à la fin des années 1900, date à laquelle un meilleur équipement d'analyse fut mis au point. Il a également proposé que la troisième langue soit le copte (il s’agissait en réalité d'égyptien démotique, qui est écrit presque comme le copte et a le même sens), un indice utilisé par Jean-François Champollion qui réussit la traduction en 1822. 

### Adhésions
Il a été élu membre de six des sociétés les plus savantes de son époque. Il a été membre de la British and Foreign Bible Society, membre de la American Antiquarian Society en 1816, membre de la Royal Irish Academy, membre associé de la Geological Society of London, membre associé de la Royal Asiatic Society et membre de la American Historical Institute.

### Fin de vie
Clarke est mort d'une attaque de choléra, le 26 août 1832,. Un monument a été érigé à sa mémoire à Portrush, Antrim, comté d'Antrim.

## Contribution théologique

### Commentaire biblique
On se souvient surtout de lui pour avoir écrit un commentaire sur la Bible qui lui prit 40 ans et qui a été une ressource théologique méthodiste de base pendant deux siècles. Les commentaires sur ce travail reconnaissent unanimement son érudition,. À lui seul, il a produit près de la moitié du matériel nécessaire aux dizaines d'érudits qui ont collaboré à l’Interpreters' Bible en douze volumes. Son commentaire au sujet de l'Apocalypse identifiait l'Église catholique à l'Antéchrist. 
Clarke suivit Wesley en s'opposant à un schéma calviniste de salut, préférant les positions de l'arminianisme wesleyen concernant la prédestination, la grâce prévenante, l'offre de justification ouverte à tous, la possibilité d'une sanctification complète et l'assurance du salut.

### Vues théologiques
En tant que théologien, Clarke a renforcé les enseignements du fondateur méthodiste John Wesley. Il a enseigné que la Bible fournit une interprétation complète de la nature et de la volonté de Dieu. Il considérait que les Écritures elles-mêmes étaient un miracle de la grâce de Dieu qui « enlève le voile des ténèbres et de l'ignorance ». 
Peut-être sa position la plus controversée concernait-elle la filiation éternelle de Jésus. Clarke considérait cette doctrine comme non-biblique, affirmant qu'avant l'incarnation, Jésus était « sans origine ». Autrement, selon Clarke, il aurait été subordonné à Dieu et donc pas entièrement divin. Cela était important pour Clarke, car il estimait que la divinité de Jésus était essentielle à la compréhension de l'expiation.
De nombreux méthodistes s'opposèrent au point de vue de Clarke, notamment Richard Watson. Watson et ses alliés ont fait valoir que la position de Clarke mettait en péril l'intégrité de la doctrine de la Trinité. Le point de vue christologique de Clarke a été en grande partie rejeté par les théologiens méthodistes au profit de la perspective traditionnelle.

### Soutien à l'abolitionnisme
Il s'est associé à d'autres ministres pour être l'un des premiers critiques de l'esclavage. Dans son commentaire d'Esaïe 58:6, il écrit : 
« Laissons les opprimés libres. Comment une nation peut-elle prétendre jeûner ou adorer Dieu, ou oser prétendre croire en l'existence d'un tel Être, tout en continuant la traite des esclaves et en faisant transiter les âmes, le sang et des corps d'hommes! Ô vous le plus flagrant des coquins et le pire des hypocrites, jetez immédiatement le masque de la religion, et n'approfondissez pas votre perdition sans fin en professant la foi de notre Seigneur Jésus-Christ, tout en continuant ce trafic! ». 

## Œuvres
On trouvera ci-dessous plusieurs des principaux livres écrits par Clarke. À ceci se rajoute : trois volumes de sermons, en plus de plusieurs discours; de nombreux articles anonymes parus dans le Classical Journal, dans The Eclectic Review et dans divers autres journaux respectables. À ceux-ci, on peut ajouter la nouvelle édition Foedera de Rymer's, dont il vit le premier volume et une partie du second, à travers la presse.
- (en) Adam Clarke, A dissertation on the use and abuse of tobacco, London, Printed for G. Whitefield, 1797 (lire en ligne)
- (en) Adam Clarke, The Christian prophet and his work. A discourse on 1 Corinthians XIV. 3. By Adam Clarke, London, Printed by G. Story: Sold by G. Whitfield; and J. Butterworth, 1800
- (en) Adam Clarke (6 volumes), A bibliographical dictionary: containing a chronological account ... of the most curious ... and important books ... to which are added, an essay on bibliography ... and an account of the best English translation of each Greek and Latin classic., vol. 1, Liverpool, Printed by J. Nuttall, for W. Baynes, London,, 1802 (lire en ligne)
- (en) Adam Clarke (6 volumes), A bibliographical dictionary: containing a chronological account ... of the most curious ... and important books ... to which are added, an essay on bibliography ... and an account of the best English translation of each Greek and Latin classic., vol. 6, Liverpool, Printed by J. Nuttall, for W. Baynes, London,, 1802 (lire en ligne)
- (en) Richard Baxter et Adam Clarke (2 volumes), A Christian directory, or, Sure guide to present and eternal happiness, Liverpool, Printed by J. Nuttall, 1802
- (en) Adam Clarke, A short history of the ancient Israelites : with an account of their manners, customs, laws ... a work of the greatest utility to all those who read the Bible ..., London, W. Baynes, 1802 (lire en ligne)
- (en) Adam Clarke (2 volumes), The bibliographical miscellany ; or, supplement to the Bibilographical Dictionary, vol. 2, London, Printed for W. Baynes, Paternoster-Row, 1806 (lire en ligne)
- (en) Adam Clarke, A Concise View of the Succession of Sacred Literature ... from the invention of alphabetical characters to the year of our Lord 345, London, 1807 (lire en ligne)
- (en) Richard Baxter et Thomas Harmer (4 volumes), Harmer's observations on various passages of scripture,..., vol. 1, London, Lackington and Co., 1816 (lire en ligne)
- (en) Richard Baxter et Thomas Harmer (4 volumes), Harmer's observations on various passages of scripture,..., vol. 4, London, Lackington and Co., 1816 (lire en ligne)
- (en) Adam Clarke, The doctrine of salvation by faith proved, or, An answer to the important question, What must I do to be saved?, London, Clarke, 1816 (lire en ligne)
- (en) Adam Clarke (8 volumes), The Holy Bible : containing the Old and New Testaments : the text carefully printed from the most correct copies of the present Authorized translation, including the marginal readings and parallel texts : with a commentary and critical notes designed as a help to a better understanding of the sacred writings, New York, Daniel Hitt and Abraham Paul, 1817 (lire en ligne)
- (en) Adam Clarke, A letter to a preacher, on his entrance into the work of the ministry, London, Butterworth and Son, 1819 (lire en ligne)
- (en) Adam Clarke et Thomas Coke, Clavis Biblica : or, a compendium of scriptural knowledge containing a general view of the contents of the Old and New Testaments..., [New York], [Carlton and Lanahan], 1820 (lire en ligne)
- (en) Adam Clarke (4 volumes), Discourses on various subjects relative to the being and attributes of God : and his works in creation, providence, and grace, vol. 1, London, T. and T. Clarke, 1828 (lire en ligne)
- (en) Adam Clarke, Extracts from the journal and correspondence of the late Mrs. M.M. Clough, wife of the Rev. Benjamin Clough, missionary in Ceylon, London, Mason, 1829 (lire en ligne)
- (en) Adam Clarke, An account of the infancy, religious, and literary life of Adam Clarke, LL. D., F.A.S., &c., vol. 1, New York, B. Waugh and T. Mason, 1833a (lire en ligne)
- (en) Adam Clarke, An account of the infancy, religious, and literary life of Adam Clarke, LL. D., F.A.S., &c., vol. 2, New York, B. Waugh and T. Mason, 1833b (lire en ligne)
- (en) Adam Clarke, An account of the infancy, religious, and literary life of Adam Clarke, LL. D., F.A.S., &c., vol. 3, New York, B. Waugh and T. Mason, 1833c (lire en ligne)
- (en) Adam Clarke, An account of the infancy, religious, and literary life of Adam Clarke, LL. D., F.A.S., &c., vol. 4, New York, B. Waugh and T. Mason, 1833d (lire en ligne)
- (en) Adam Clarke, Memoirs of the Wesley family : collected principally from original documents, London, Printed for T. Tegg & Son, 1836 (lire en ligne)
- (en) Adam Clarke (13 volumes), The miscellaneous works of Adam Clarke, vol. 1, London, Printed for Thomas Tegg, 1836 (lire en ligne)
- (en) Adam Clarke, Christian Theology, New York, Lane & Scott, 1851 (lire en ligne)
- (en) Adam Clarke, Entire sanctification, Philadelphia, E. Jones, 1874 (lire en ligne)

## Sources
- (en) American Antiquarian Society, « Members », American Antiquarian Society, 2019 (consulté le 1er octobre 2019)
- (en) Hugh Chisholm, « Clarke, Adam », dans Encyclopædia Britannica, vol. 6, 1911 (lire sur Wikisource)
- (en) W. H. Daniels, The Illustrated History of Methodism in Great Britain, America, and Australia : from the days of the Wesleys to the present year; with an introduction by Bishop Harris, New York, Hunt & Eaton, 1890 (lire en ligne)
- (en) J. W. Etheridge, The life of the Rev. Adam Clarke, LL. D., New York, Carlton & Porter,, 1858 (lire en ligne)
- (en) William Garden Blaikie, « Clarke, Adam », dans Dictionary of National Biography, vol. 10, Londres, Smith, Elder & Co, 1887 (lire sur Wikisource)
- (en) Edward Fontaine, How the World Was Peopled: Ethnological Lectures, Pelican Publishing, 1872 (ISBN 9781455606009, lire en ligne)
- (en) [John Middleton] Hare, The Life and Labours of Adam Clarke, Londres, Longman, Brown, Green, and Longmans, 1842 (lire en ligne)
- (en) Herbert McGonigle, « The Nature of Atonement in the Theology of Jacobus Arminius », dans Preacher's Magazine, vol. 59, Kansas City, MI, Beacon Hill Press, 1983, 13-15 p. (lire en ligne), chap. 1
- (en) Charles H. Kelly (éditeur), Wesley and His Successors, Londres, 1891 (lire en ligne)
- (en) Thomas Langford, Practical Divinity: Theology in the Wesleyan Tradition, Nashville, Abingdon, 1983
- (en) Methodist Episcopal Church, North-western Christian Advocate, vol. 45, Chicago, Swormstedt & Poe, 1897 (lire en ligne)
- (en) Charles A. Read, The Cabinet of Irish Literature, vol. 2, Glasgow, Blackie and Son, 1879 (lire en ligne)
- (en) Ian Sellers, « Clarke, Adam », dans Oxford Dictionary of National Biography, Oxford, Oxford University Press, 2004 (lire en ligne)
- (en) Phillip Schaff et Jakob Herzog, The New Schaff-Herzog Encyclopedia of Religious Knowledge, vol. 3, Grand Rapids, Baker, 1953 (lire en ligne), « Clarke, Adam », p. 126
- (en) Wesley Tracy, When Adam Clarke preached, people listened, Kansas City, Beacon Hill Pr. of Kansas City, 1981